# Anders Rydberg
Anders Rydberg, född 3 mars 1903, död 26 oktober 1989, var en svensk fotbollsmålvakt som gjorde 24 landskamper och var uttagen i den svenska truppen till VM 1934. Där spelade han i Sveriges båda matcher i turneringen när man åkte ut mot Tyskland i kvartsfinal.
Rydberg, som under större delen av sin klubbkarriär tillhörde IFK Göteborg där han också blev svensk mästare säsongen 1934/35, spelade under åren 1927–35 sammanlagt 24 landskamper.

## Meriter

### I landslag
Sverige
- Uttagen till VM: 1934 (spelade i Sveriges båda matcher)[1]
- 24 landskamper, 0 mål

### I klubblag
IFK Göteborg
- Svensk mästare (1): 1934/35

### Individuellt
- Mottagare av Stora grabbars märke, 1931

### Webbsidor
- Profil på footballzz.com
- Lista på landskamper, svenskfotboll.se, läst 2013 02 20
- Sveriges trupp VM 1934, fifa.com
- IFK Göteborg historik, ifkgoteborg.se